# Heteromys nelsoni
Heteromys nelsoni är en däggdjursart som beskrevs av Clinton Hart Merriam 1902. Heteromys nelsoni ingår i släktet Heteromys och familjen påsmöss. IUCN kategoriserar arten globalt som starkt hotad. Inga underarter finns listade i Catalogue of Life.
Denna gnagare förekommer i en bergstrakt i gränsområdet mellan Mexiko och Guatemala. Regionen ligger 2500 till 2800 meter över havet. Habitatet utgörs av fuktiga bergsskogar.